# Tarlina daviesae
Tarlina daviesae är en spindelart som beskrevs av Gray 1987. Tarlina daviesae ingår i släktet Tarlina och familjen Gradungulidae.
Artens utbredningsområde är Queensland. Inga underarter finns listade i Catalogue of Life.